# Njurcellscarcinom
Njurcellscarcinom (renalt adenocarcinom eller hypernefrom) är den i särklass vanligaste formen av  njurcancer, och utgår från ett adenocarcinom. En annan tumör som kan drabba njuren är Wilms tumör, vilken framför allt drabbar barn.
Adenocarcinomet utgår från cellerna i proximala tubuli i njuren och är den vanligaste formen av njurcancer hos vuxna. Behandlingen är vanligen ett radikalt eller partiellt borttagande av njuren, en så kallad nefrektomi. Om tumören är lokaliserad till njurparenkymet är femårsöverlevnaden ca 60-70 %, men om den har hunnit sprida sig är prognosen betydligt sämre. Tumören är motståndskraftig mot strålbehandling och cytostatika, dock kan den i vissa fall svara på immunterapi. 

## Symtom
Den klassiska symtomtriaden är hematuri (blod i urinen), flanksmärtor och palpabel resistens i buken. Om man finner dessa symtom är det dock sannolikt att cancern är så pass avancerad att den är omöjlig att bota. Triaden har också blivit kritiserad för att specificiteten är hög men sensitiviteten låg för dessa kriterier – endast ca 15 % av de som lider av njurcancer uppvisar dessa tre symtom. I dagsläget upptäcks de flesta njurtumörer av en slump när man gör en datortomografi över buken för att utreda besvär som vanligen ej är relaterade till njuren.
Andra symtom och statusfynd som kan förekomma:
- Onormal färg på urinen (mörk, röd, rostfärgad eller brun) på grund av blod i urinen (förekommer i 60 % av fallen)
- Smärtor i flank eller rygg (40 % av fallen)
- Palpabel resistens i buken (25 % av fallen)
- Malaise, viktnedgång eller aptitlöshet (30 % av fallen)
- Polycytemi (5 % av fallen)
- Anemi på grund av nedsatt bildning av erytropoetin (5 % av fallen)
- Symtom från metastas, till exempel patologisk höftfraktur på grund av skelettmetastas
- Varicocele, det vill säga förstoring av ena testikeln på grund av blockerat venöst avflöde
- Synförändringar
- Blekhet eller blodöverfyllnad
- Hirsutism
- Förstoppning
- Hypertoni på grund av reninbildande tumör (30 % av fallen)
- Hypercalcemi

## Klassificering
I takt med nya genetiska studier har klassificeringen av njurcancer förändrats. I dagsläget delar man upp tumörerna i följande typer:
- Klarcellscarcinom
- Papillärt carcinom
- Kromofob cancer
- Samlingsrörscancer

## Orsaker
Renalt adenocarcinom drabbar ca 3 av 10 000 invånare per år (USA). Sjukdomen är vanligare hos män än hos kvinnor, och drabbar oftast personer över 55 år.
Orsaken till tumöromvandling av cellerna är okänd. Rökning ökar risken flerfalt. Det finns också en genetisk komponent och personer med njurcancer i släkten har en högre risk att drabbas än andra. 
På senare tid har inhalation av diverse kemikalier föreslagits som en viktig orsak till njurcancer. Även det faktum att fetma är överrepresenterat hos dem som drabbas har påpekats. 
Personer som är drabbade av von Hippel-Lindaus sjukdom, en ärftlig åkomma som också påverkar kapillärerna i hjärnan, drabbas ofta av njurcancer, särskilt av typen klarcellscarcinom. Njursjukdomar som kräver dialys som behandling ökar också risken för att drabbas. 

## Patologi
Makroskopiskt syns en gulaktig, multilobulerad tumör i njurbarken, vilken ofta innehåller zoner med nekros, blödning och ärrvävnad.
I ljusmikroskop syns tumörceller som formerar sig i strängar, papiller, tubuli eller nystan och är stora och atypiska. Eftersom tumörcellerna ackumulerar glykogen och lipider är cytoplasman klar och cellkärnan håller sig i mitten av cellen. Ibland är tumörcellerna mindre med en eosinofil cytoplasma och liknar då normala tubulusceller. Bindväven är minskad men väl vaskulariserad. Tumören komprimerar omgivande njurparenkym.
Eventuell sekretion av renin kan ge hypertoni och EPO-producerande tumörer kan ge en erytrocytos (ökad bildning av röda blodkroppar).

## Radiologi
Det karakteristiska utseendet av ett renalt adenocarcinom är en solid massa i njuren som förändrar njurkonturen. Ofta är kanten ojämn eller lobulerad. En solid massa i njuren är i 85 % av fallen renalt adenocarcinom. I 10 % av fallen ser man kalkinlagringar i tumören och i några fall inlagringar av fett som syns makroskopiskt. 
Övriga tillstånd som kan ge upphov till en solid massa i njuren:
- Metastas från cancer i annat organ
- Renalt lymfom
- Skivepitelcancer
- Juxtaglomerulär tumör (reninom)
- Övergångsepitelcellscancer
- Angiomyolipom
- Onkocytom
- Wilms tumör

Renalcellscarcinom kan också vara cystiska. Eftersom det finns många tillstånd med godartade cystor kan det vara svårt för radiologen att bedöma om en cysta är malign eller ej. Det finns ett klassificeringsystem baserat på cystans egenskaper som kan vara till hjälp. Vid diagnos har 30 % av renalcellstumörerna spridit till vena renalis och 5-10 % uppvisar fortsatt spridning till vena cava inferior. 
Perkutan biopsi kan utföras under ultraljudsledning av en radiolog för att få ut tumörmaterial att mikroskopera. Detta utförs dock inte på rutinbasis eftersom biopsitagandet dels kan leda till en falskt negativt resultat, dels kan ge komplikationer såsom infektion. En avvägning måste göras beträffande risk/fördel och en radiologisk undersökning som stämmer med renalcellscarcinom räcker oftast för att ställa diagnos och behandla.

## Behandling
Om tumören är begränsad till njuren, vilket är fallet i ca 40 % av fallen, kan cancern botas helt i ca 90 % av fallen medelst kirurgi. Om den har spridit sig utanför njurarna, vanligen till renalvenen eller närliggande lymfkörtlar, krävs adjuvant behandling (utökad kirurgi och/eller immunmodulerande läkemedel).

### Exspektans
Vid små njurtumörer kan man avvakta med kirurgi. Upp till 40 % av tumörer som är mindre än 4 cm i diameter är benigna och i dessa fall kan man nöja sig med att kontrollera tumörens storlek med jämna mellanrum och operera först om den växer till sig. Detsamma kan bli aktuellt hos äldre patienter som har andra sjukdomar och där operationen innebär en stor risk för patienten. Oftast använder man en gräns på 3-5 cm i diameter för att avgöra om operation är aktuell eller inte.

### Kirurgi
Vid kirurgi kan man välja att ta bort hela eller en del av tumören, beroende på storlek och eventuell spridning. Ofta tar man även bort binjuren, retroperitoneala lymfkörtlar och eventuella närliggande metastaser i till exempel njurvenen. 

### Perkutan behandling
Perkutan terapi kan användas vid lokaliserade tumörer där en operation skulle innebära en stor risk för patienten. Med en probe går en radiolog, guidad av ultraljud eller datortomografi, genom huden och in i njuren till tumören. Tumören förstörs sedan med hetta (radiofrekvensablation) eller kyla (kryoterapi). Nackdelen med denna metod är att det inte går att avgöra om man har avlägsnat hela tumören eller inte.

### Medicinsk behandling
Njurcancer orsakar en immunologisk respons som i vissa fall leder till spontan remission av tumören. På grund av detta har man börjat experimentera med att använda immunmodulerande terapi, till exempel Interleukin 2 (IL-2), som kan öka denna immunrespons. IL-2 har visats kunna öka chansen till remission men har också starka toxiska effekter.
En annan strategi är att påverka de gener som är skadade eller de felaktiga proteiner som generna bildar. Två läkemedel som är godkända i Sverige är sunitinib (SUTENT ®) och sorafenib (Nexavar ®).